# Mya truncata
Mya truncata är en musselart som beskrevs av Carl von Linné 1758. Mya truncata ingår i släktet Mya och familjen sandmusslor. Enligt den svenska rödlistan är arten sårbar i Sverige. Arten förekommer i Götaland. Artens livsmiljö är havet, brackvattenmiljöer. Inga underarter finns listade i Catalogue of Life.

## Bildgalleri

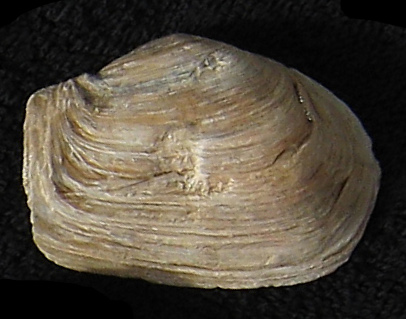
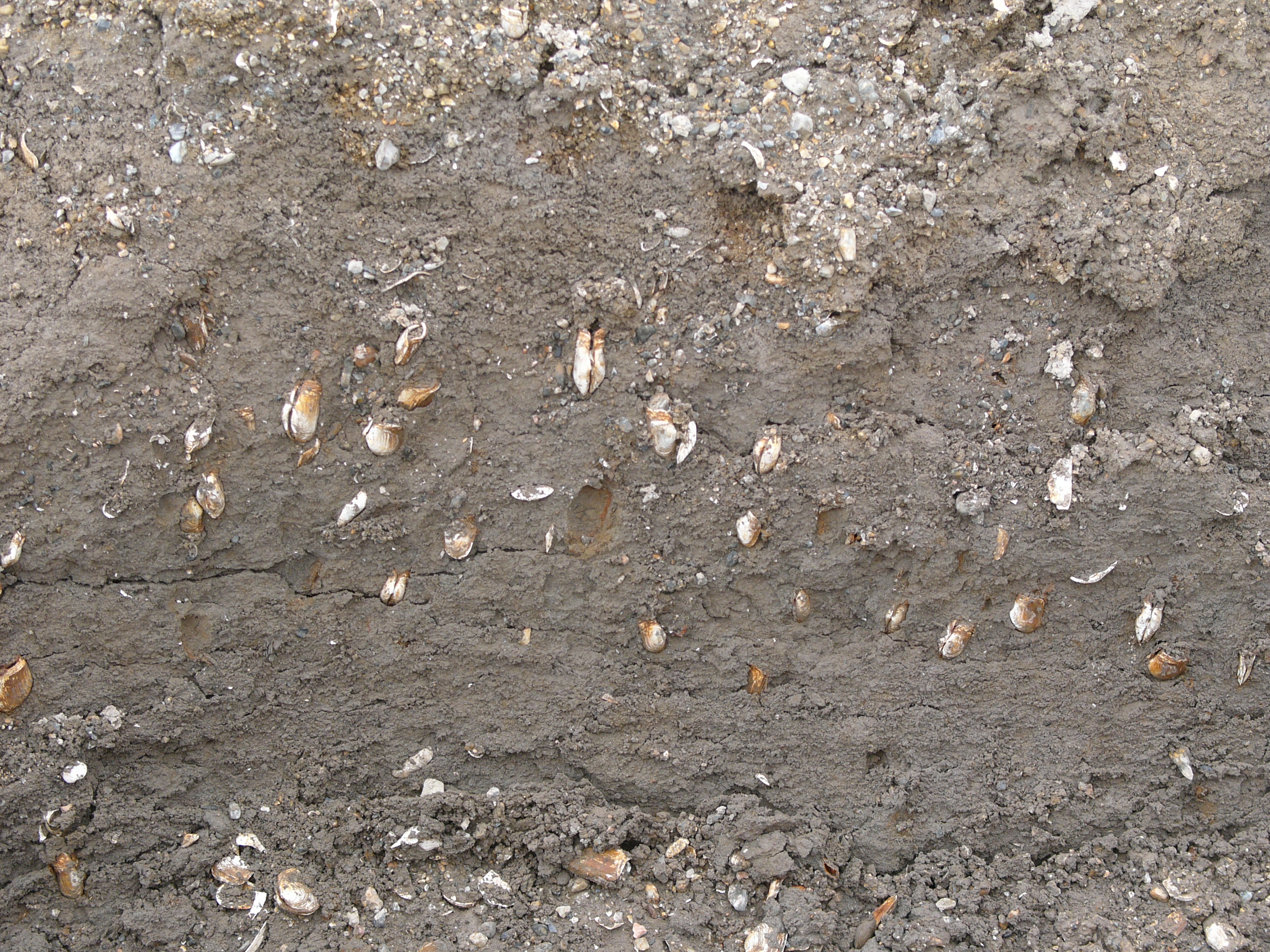